# Coppa del Brasile 2018 (calcio)
La Coppa del Brasile 2018 (ufficialmente in portoghese Copa do Brasil 2018) è stata la 30ª edizione della Coppa del Brasile.

## Formula
Nei primi due turni sono previste partite di sola andata. Nel primo turno, dove la partita si disputa in casa della squadra con la peggior posizione nel Ranking CBF, in caso di pareggio nei tempi regolamentari si qualifica al turno seguente la squadra ospite (quella con la miglior posizione nel Ranking CBF); nel secondo turno, invece, in caso di pareggio sono previsti i tiri di rigore.
Dal terzo turno in poi si disputano partite a eliminazione diretta con gare di andata e ritorno. In caso di situazione di pareggio complessivo dopo i tempi regolamentari nelle due partite, non si disputano tempi supplementari e sono previsti direttamente i tiri di rigore. In questa stagione non viene utilizzata la regola dei gol fuori casa.

## Partecipanti
11 squadre ammesse di diritto a partire dagli ottavi di finale (8 per essersi qualificate alla Coppa Libertadores 2018, la vincitrice della Copa do Nordeste 2017, la vincitrice della Copa Verde 2017 e la vincitrice della Série B 2017), 70 squadre ammesse tramite piazzamenti nelle competizioni statali, 10 tramite Ranking CBF.

### Qualificati agli ottavi di finale
Squadre ammesse direttamente agli ottavi di finale:
| Squadra       | Città              | Stato             | Motivo qualificazione                            |
| ------------- | ------------------ | ----------------- | ------------------------------------------------ |
| Cruzeiro      | Belo Horizonte     | Minas Gerais      | Vincitore della Coppa del Brasile 2017           |
| Grêmio        | Porto Alegre       | Rio Grande do Sul | Vincitore della Coppa Libertadores 2017          |
| Bahia         | Salvador           | Bahia             | Vincitore della Copa do Nordeste 2017            |
| Luverdense    | Lucas do Rio Verde | Mato Grosso       | Vincitore della Copa Verde 2017                  |
| América-MG    | Belo Horizonte     | Minas Gerais      | Vincitore del Campeonato Brasileiro Série B 2017 |
| Corinthians   | San Paolo          | San Paolo         | Vincitore del Campeonato Brasileiro Série A 2017 |
| Palmeiras     | San Paolo          | San Paolo         | 2° nel Campeonato Brasileiro Série A 2017        |
| Santos        | Santos             | San Paolo         | 3° nel Campeonato Brasileiro Série A 2017        |
| Flamengo      | Rio de Janeiro     | Rio de Janeiro    | 6° nel Campeonato Brasileiro Série A 2017        |
| Vasco da Gama | Rio de Janeiro     | Rio de Janeiro    | 7° nel Campeonato Brasileiro Série A 2017        |
| Chapecoense   | Chapecó            | Santa Catarina    | 8° nel Campeonato Brasileiro Série A 2017        |

### Competizioni statali
Squadre ammesse per il miglior piazzamento nei campionati o nelle coppe statali:
| Stato               | Squadra (Città)                             | Motivo qualificazione                              |
| ------------------- | ------------------------------------------- | -------------------------------------------------- |
| Acre                | Atlético Acreano (Rio Branco)               | Vincitore del Campionato Acriano 2017              |
| Acre                | Rio Branco-AC (Rio Branco)                  | 2° nel Campionato Acriano 2017                     |
| Alagoas             | CRB (Maceió)                                | Vincitore del Campionato Alagoano 2017             |
| Alagoas             | CSA (Maceió)                                | 2° nel Campionato Alagoano 2017                    |
| Alagoas             | ASA (Arapiraca)                             | 3° nel Campionato Alagoano 2017                    |
| Amapá               | Santos-AP (Macapá)                          | Vincitore del Campionato Amapaense 2017            |
| Amazonas            | Manaus (Manaus)                             | Vincitore del Campionato Amazonense 2017           |
| Amazonas            | Nacional-AM (Manaus)                        | 2° nel Campionato Amazonense 2017                  |
| Bahia               | Vitória (Salvador)                          | Vincitore del Campionato Baiano 2017               |
| Bahia               | Fluminense de Feira (Feira de Santana)      | 3° nel Campionato Baiano 2017                      |
| Bahia               | Vitória da Conquista (Vitória da Conquista) | 4° nel Campionato Baiano 2017                      |
| Ceará               | Ceará (Fortaleza)                           | Vincitore del Campionato Cearense 2017             |
| Ceará               | Ferroviário-CE (Fortaleza)                  | 2° nel Campionato Cearense 2017                    |
| Ceará               | Floresta (Fortaleza)                        | Vincitore della Copa Fares Lopes 2017              |
| Espírito Santo      | Atlético Itapemirim (Itapemirim)            | Vincitore del Campionato Capixaba 2017             |
| Distretto Federale  | Brasiliense (Taguatinga)                    | Vincitore del Campionato Brasiliense 2017          |
| Distretto Federale  | Ceilândia (Ceilândia)                       | 2° nel Campionato Brasiliense 2017                 |
| Goiás               | Goiás (Goiânia)                             | Vincitore del Campionato Goiano 2017               |
| Goiás               | Vila Nova (Goiânia)                         | 2° nel Campionato Goiano 2017                      |
| Goiás               | Aparecidense (Aparecida de Goiânia)         | 3° nel Campionato Goiano 2017                      |
| Maranhão            | Sampaio Corrêa (São Luís)                   | Vincitore del Campionato Maranhense 2017           |
| Maranhão            | Cordino (Barra do Corda)                    | 2° nel Campionato Maranhense 2017                  |
| Mato Grosso         | Cuiabá (Cuiabá)                             | Vincitore del Campionato Mato-Grossense 2017       |
| Mato Grosso         | Sinop (Sinop)                               | 2° nel Campionato Mato-Grossense 2017              |
| Mato Grosso         | União Rondonópolis (Rondonópolis)           | Finalista della Copa FMF 2017                      |
| Mato Grosso do Sul  | Corumbaense (Corumbá)                       | Vincitore del Campionato Sul-Mato-Grossense 2017   |
| Mato Grosso do Sul  | Novoperário (Campo Grande)                  | 2° nel Campionato Sul-Mato-Grossense 2017          |
| Minas Gerais        | Atlético Mineiro (Belo Horizonte)           | Vincitore del Campionato Mineiro 2017              |
| Minas Gerais        | URT (Patos de Minas)                        | 4° nel Campionato Mineiro 2017                     |
| Minas Gerais        | Caldense (Poços de Caldas)                  | 5° nel Campionato Mineiro 2017                     |
| Minas Gerais        | Uberlândia (Uberlândia)                     | 6° nel Campionato Mineiro 2017                     |
| Pará                | Paysandu (Belém)                            | Vincitore del Campionato Paraense 2017             |
| Pará                | Remo (Belém)                                | 2° nel Campionato Paraense 2017                    |
| Pará                | Independente-PA (Tucuruí)                   | 3° nel Campionato Paraense 2017                    |
| Paraíba             | Botafogo-PB (João Pessoa)                   | Vincitore del Campionato Paraibano 2017            |
| Paraíba             | Treze (Campina Grande)                      | 2° nel Campionato Paraibano 2017                   |
| Paraná              | Coritiba (Curitiba)                         | Vincitore del Campionato Paranaense 2017           |
| Paraná              | Athl. Paranaense (Curitiba)                 | 2° nel Campionato Paranaense 2017                  |
| Paraná              | Cianorte (Cianorte)                         | 3° nel Campionato Paranaense 2017                  |
| Pernambuco          | Sport Recife (Recife)                       | Vincitore del Campionato Pernambucano 2017         |
| Pernambuco          | Salgueiro (Salgueiro)                       | 2° nel Campionato Pernambucano 2017                |
| Pernambuco          | Santa Cruz (Recife)                         | 3° nel Campionato Pernambucano 2017                |
| Piauí               | Altos (Altos)                               | Vincitore del Campionato Piauiense 2017            |
| Piauí               | Parnahyba (Parnaíba)                        | 2° nel Campionato Piauiense 2017                   |
| Rio de Janeiro      | Fluminense (Rio de Janeiro)                 | 2° nel Campionato Carioca 2017                     |
| Rio de Janeiro      | Botafogo (Rio de Janeiro)                   | 4° nel Campionato Carioca 2017                     |
| Rio de Janeiro      | Nova Iguaçu (Nova Iguaçu)                   | 5° nel Campionato Carioca 2017                     |
| Rio de Janeiro      | Madureira (Rio de Janeiro)                  | 6° nel Campionato Carioca 2017                     |
| Rio de Janeiro      | Boavista-RJ (Saquarema)                     | Vincitore della Copa Rio 2017                      |
| Rio Grande do Norte | ABC (Natal)                                 | Vincitore del Campionato Potiguar 2017             |
| Rio Grande do Norte | Globo (Ceará-Mirim)                         | 2° nel Campionato Potiguar 2017                    |
| Rio Grande do Norte | América-RN (Natal)                          | 3° nel Campionato Potiguar 2017                    |
| Rio Grande do Sul   | Novo Hamburgo (Novo Hamburgo)               | Vincitore del Campionato Gaúcho 2017               |
| Rio Grande do Sul   | Internacional (Porto Alegre)                | 2° nel Campionato Gaúcho 2017                      |
| Rio Grande do Sul   | Caxias (Caxias do Sul)                      | 3° nel Campionato Gaúcho 2017                      |
| Rio Grande do Sul   | Aimoré (São Leopoldo)                       | 2° nella Super Copa Gaúcha 2017                    |
| Rondônia            | Real Ariquemes (Ariquemes)                  | Vincitore del Campionato Rondoniense 2017          |
| Roraima             | São Raimundo-RR (Boa Vista)                 | Vincitore del Campionato Roraimense 2017           |
| San Paolo           | Ponte Preta (San Paolo)                     | 2° nel Campionato Paulista 2017                    |
| San Paolo           | San Paolo (San Paolo)                       | 4° nel Campionato Paulista 2017                    |
| San Paolo           | Ituano (San Paolo)                          | Vincitore del Campionato Paulista do Interior 2017 |
| San Paolo           | São Caetano (São Caetano do Sul)            | Vincitore del Campionato Paulista Série A2 2017    |
| San Paolo           | Inter de Limeira (Limeira)                  | 2° nella Copa Paulista 2017                        |
| Santa Catarina      | Avaí (Florianópolis)                        | 2° nel Campionato Catarinense 2017                 |
| Santa Catarina      | Criciúma (Criciúma)                         | 3° nel Campionato Catarinense 2017                 |
| Santa Catarina      | Brusque (Brusque)                           | 4° nel Campionato Catarinense 2017                 |
| Santa Catarina      | Atlético Tubarão (Tubarão)                  | Vincitore della Copa Santa Catarina 2017           |
| Sergipe             | Confiança (Aracaju)                         | Vincitore del Campionato Sergipano 2017            |
| Sergipe             | Itabaiana (Itabaiana)                       | 2° nel Campionato Sergipano 2017                   |
| Tocantins           | Interporto (Porto Nacional)                 | Vincitore del Campionato Tocantinense 2017         |

### Ranking
Squadre ammesse per il miglior piazzamento nel Ranking CBF 2017:
| Pos | Squadra         | Città             | Stato             |
| --- | --------------- | ----------------- | ----------------- |
| 19  | Figueirense     | Florianópolis     | Santa Catarina    |
| 20  | Atl. Goianiense | Goiânia           | Goiás             |
| 28  | Paraná          | Curitiba          | Paraná            |
| 30  | Joinville       | Joinville         | Santa Catarina    |
| 32  | Náutico         | Recife            | Pernambuco        |
| 33  | Juventude       | Caxias do Sul     | Rio Grande do Sul |
| 35  | Bragantino      | Bragança Paulista | San Paolo         |
| 37  | Oeste           | Itápolis          | San Paolo         |
| 38  | Boa Esporte     | Varginha          | Minas Gerais      |
| 40  | Londrina        | Londrina          | Paraná            |

## Risultati

### Primo turno

#### Sorteggio
Gli accoppiamenti sono stati determinati tramite sorteggio il 15 dicembre 2017. Le squadre sono state divise in otto urne (da A a H) in base alla posizione occupata nel Ranking CBF (a parità di posizione nel Ranking Nacional de Clubes viene considerata la miglior posizione delle federazione statale di appartenenza nel Ranking Nacional de Federações). Sono poi state abbinate tramite sorteggio accoppiando una squadra dell'urna A con una dell'urna E, una della B con una della F, una della C con una della G e una della D con una della H.
Tra parentesi è indicata la posizione nel Ranking CBF.
| Urna A | Urna B | Urna C | Urna D |
| --- | --- | --- | --- |
| Atlético Mineiro (5) Botafogo (8) Athl. Paranaense (9) Internacional (10) San Paolo (11) Fluminense (12) Sport Recife (15) Ponte Preta (16) Coritiba (17) Vitória (18) | Figueirense (19) Atl. Goianiense (20) Goiás (22) Avaí (23) Santa Cruz (25) Paysandu (26) Ceará (27) Paraná (28) Criciúma (29) Joinville (30)            | ABC (31) Náutico (32) Juventude (33) Bragantino (35) CRB (36) Oeste (37) Boa Esporte (38) Sampaio Corrêa (39) Londrina (40) Vila Nova (41)                                                             | América-RN (43) Botafogo-PB (45) ASA (47) Cuiabá (50) Salgueiro (51) Confiança (54) Remo (57) CSA (59) Rio Branco-AC (64) Ituano (65)                                                                                              |
| Urna E | Urna F | Urna G | Urna H |
| Globo (67) Santos-AP (69) Caxias (71) Madureira (72) Caldense (74) Boavista-RJ (76) Aparecidense (78) Nacional-AM (80) Atlético Acreano (81) Parnahyba (92)            | São Caetano (93) Novo Hamburgo (96) Ceilândia (97) Altos (98) URT (101) Treze (102) Itabaiana (104) Brusque (108) Sinop (110) Fluminense de Feira (118) | São Raimundo-RR (121) Vitória da Conquista (122) Brasiliense (145) Cordino (157) Real Ariquemes (157) União Rondonópolis (157) Independente-PA (166) Interporto (167) Nova Iguaçu (201) Cianorte (205) | Inter de Limeira (no rank) Uberlândia (no rank) Aimoré (no rank) Atlético Tubarão (no rank) Ferroviário-CE (no rank) Floresta (no rank) Manaus (no rank) Corumbaense (no rank) Novoperário (no rank) Atlético Itapemirim (no rank) |

#### Partite
30, 31 gennaio e 6, 7 febbraio 2018.
| Squadra 1            | Risultato | Squadra 2        |
| -------------------- | --------- | ---------------- |
| Caxias               | 0-0       | Athl. Paranaense |
| Atlético Tubarão     | 2-0       | América-RN       |
| Brusque              | 0-1       | Ceará            |
| Real Ariquemes       | 0-1       | Londrina         |
| Boavista-RJ          | 1-1       | Internacional    |
| Atlético Itapemirim  | 0-2       | Remo             |
| São Caetano          | 1-1       | Criciúma         |
| Cianorte             | 2-0       | ABC              |
| Caldense             | 0-1       | Fluminense       |
| Novoperário          | 2-3       | Salgueiro        |
| Ceilândia            | 2-3       | Avaí             |
| Interporto           | 0-0       | Juventude        |
| Parnahyba            | 1-1       | Coritiba         |
| Uberlândia           | 2-0       | Ituano           |
| Sinop                | 0-1       | Goiás            |
| Vitória da Conquista | 0-0       | Boa Esporte      |
| Nacional-AM          | 0-0       | Ponte Preta      |
| Inter de Limeira     | 1-0       | Rio Branco-AC    |
| URT                  | 1-1       | Paraná           |
| Independente-PA      | 0-1       | Sampaio Corrêa   |
| Madureira            | 0-1       | San Paolo        |
| Manaus               | 2-2       | CSA              |
| Novo Hamburgo        | 2-1       | Paysandu         |
| União Rondonópolis   | 1-3       | CRB              |
| Globo                | 0-2       | Vitória          |
| Corumbaense          | 1-0       | ASA              |
| Altos                | 2-1       | Atl. Goianiense  |
| Nova Iguaçu          | 1-1       | Bragantino       |
| Atlético Acreano     | 1-1       | Atlético Mineiro |
| Floresta             | 0-2       | Botafogo-PB      |
| Treze                | 0-2       | Figueirense      |
| Brasiliense          | 1-1       | Oeste            |
| Santos-AP            | 1-2       | Sport Recife     |
| Ferroviário-CE       | 2-1       | Confiança        |
| Itabaiana            | 0-1       | Joinville        |
| São Raimundo-RR      | 0-1       | Vila Nova        |
| Aparecidense         | 2-1       | Botafogo         |
| Aimoré               | 1-2       | Cuiabá           |
| Fluminense de Feira  | 2-0       | Santa Cruz       |
| Cordino              | 1-1       | Náutico          |

### Secondo turno
14, 15, 21 e 22 febbraio 2018.
| Squadra 1           | Risultato   | Squadra 2        |
| ------------------- | ----------- | ---------------- |
| Athl. Paranaense    | 5-4         | Atlético Tubarão |
| Londrina            | 1-2         | Ceará            |
| Remo                | 1-2         | Internacional    |
| Criciúma            | 1-1 4-5 dcr | Cianorte         |
| Fluminense          | 5-0         | Salgueiro        |
| Juventude           | 0-2         | Avaí             |
| Uberlândia          | 0-2         | Coritiba         |
| Goiás               | 0-0 6-5 dcr | Boa Esporte      |
| Ponte Preta         | 1-0         | Inter de Limeira |
| Sampaio Corrêa      | 1-0         | Paraná           |
| CSA                 | 0-2         | San Paolo        |
| Novo Hamburgo       | 1-1 3-4 dcr | CRB              |
| Vitória             | 3-0         | Corumbaense      |
| Bragantino          | 1-0         | Altos            |
| Botafogo-PB         | 0-4         | Atlético Mineiro |
| Figueirense         | 2-1         | Oeste            |
| Sport Recife        | 3-3 3-4 dcr | Ferroviário-CE   |
| Vila Nova           | 2-2 4-2 dcr | Joinville        |
| Cuiabá              | 3-1         | Aparecidense     |
| Fluminense de Feira | 0-1         | Náutico          |

### Terzo turno
Andata 28 febbraio e 1º marzo, ritorno 14 e 15 marzo.
| Squadra 1        | Totale      | Squadra 2        | Andata | Ritorno |
| ---------------- | ----------- | ---------------- | ------ | ------- |
| Athl. Paranaense | 1-1 6-5 dcr | Ceará            | 0-0    | 1-1     |
| Internacional    | 4-0         | Cianorte         | 2-0    | 2-0     |
| Fluminense       | 1-3         | Avaí             | 1-2    | 0-1     |
| Goiás            | 2-1         | Coritiba         | 1-0    | 1-1     |
| Ponte Preta      | 0-0 5-3 dcr | Sampaio Corrêa   | 0-0    | 0-0     |
| San Paolo        | 5-0         | CRB              | 2-0    | 3-0     |
| Bragantino       | 1-3         | Vitória          | 1-0    | 0-3     |
| Figueirense      | 2-2 2-4 dcr | Atlético Mineiro | 0-1    | 2-1     |
| Ferroviário-CE   | 2-1         | Vila Nova        | 1-1    | 1-0     |
| Náutico          | 3-1         | Cuiabá           | 2-1    | 1-0     |

### Quarto turno
Andata 4 e 11 aprile, ritorno 18 e 19 aprile.
| Squadra 1        | Totale        | Squadra 2      | Andata | Ritorno |
| ---------------- | ------------- | -------------- | ------ | ------- |
| Athl. Paranaense | 4 - 3         | San Paolo      | 2-1    | 2-2     |
| Internacional    | 2 - 2 3-4 dcr | Vitória        | 2-1    | 0-1     |
| Avaí             | 2 - 4         | Goiás          | 2-2    | 0-2     |
| Atlético Mineiro | 6 - 2         | Ferroviário-CE | 4-0    | 2-2     |
| Ponte Preta      | 3 - 1         | Náutico        | 3-0    | 0-1     |

### Ottavi di finale

#### Sorteggio
Sono contrassegnate con un asterisco (*) le squadre che entrano nella competizione a partire dagli ottavi di finale, tra parentesi è indicata la posizione nel Ranking CBF.
| Urna 1 | Urna 2 |
| --- | --- |
| Palmeiras* (1) Cruzeiro* (1) Grêmio* (3) Santos* (4) Corinthians* (6) Flamengo* (7) Vasco da Gama* (13) Chapecoense* (14) | Atlético Mineiro (5) Athl. Paranaense (9) Ponte Preta (16) Vitória (18) Bahia* (21) Goiás (22) América-MG* (24) Luverdense* (34) |

#### Partite
L'andata si è giocata tra il 25 aprile e il 16 maggio 2018, il ritorno tra il 2 maggio ed il 16 luglio 2018.
| Squadra 1        | Totale        | Squadra 2     | Andata | Ritorno |
| ---------------- | ------------- | ------------- | ------ | ------- |
| Atlético Mineiro | 0 - 0 3-4 dcr | Chapecoense   | 0-0    | 0-0     |
| Athl. Paranaense | 2 - 3         | Cruzeiro      | 1-2    | 1-1     |
| Bahia            | 3 - 2         | Vasco da Gama | 3-0    | 0-2     |
| Goiás            | 1 - 5         | Grêmio        | 0-2    | 1-3     |
| Vitória          | 1 - 3         | Corinthians   | 0-0    | 1-3     |
| América-MG       | 2 - 3         | Palmeiras     | 1-2    | 1-1     |
| Ponte Preta      | 0 - 1         | Flamengo      | 0-1    | 0-0     |
| Santos           | 6 - 3         | Luverdense    | 5-1    | 1-2     |

### Quarti di finale
| Squadra 1   | Totale        | Squadra 2   | Andata | Ritorno |
| ----------- | ------------- | ----------- | ------ | ------- |
| Corinthians | 2 - 0         | Chapecoense | 1-0    | 1-0     |
| Grêmio      | 1 - 2         | Flamengo    | 1-1    | 0-1     |
| Bahia       | 0 - 1         | Palmeiras   | 0-0    | 0-1     |
| Santos      | 2 - 2 0-3 dcr | Cruzeiro    | 0-1    | 2-1     |

### Semifinali
| Squadra 1 | Totale | Squadra 2   | Andata | Ritorno |
| --------- | ------ | ----------- | ------ | ------- |
| Flamengo  | 1 - 2  | Corinthians | 0-0    | 1-2     |
| Palmeiras | 1 - 2  | Cruzeiro    | 0-1    | 1-1     |

### Finale
| Squadra 1 | Totale | Squadra 2   | Andata | Ritorno |
| --------- | ------ | ----------- | ------ | ------- |
| Cruzeiro  | 3 - 1  | Corinthians | 1-0    | 2-1     |

## Classifica marcatori
Dati aggiornati al 17 ottobre 2018.
| Gol |  |  | Giocatore        | Squadra          |
| --- |  |  | ---------------- | ---------------- |
| 4   |  |  | Gabriel Barbosa  | Santos           |
| 4   |  |  | Neilton          | Vitória          |
| 4   |  |  | Rômulo           | Avaí             |
| 3   |  |  | Denílson         | Vitória          |
| 3   |  |  | Guilherme        | Athl. Paranaense |
| 3   |  |  | Mazinho          | Ferroviário-CE   |
| 3   |  |  | Rómulo Otero     | Atlético Mineiro |
| 3   |  |  | Ricardo Oliveira | Atlético Mineiro |
| 3   |  |  | Ángel Romero     | Corinthians      |
| 3   |  |  | Valdívia         | San Paolo        |
| 3   |  |  | Weverton         | Cuiabá           |